# Бреда Либера (Бреша)
Бреда Либера (итал. Breda Libera) је насеље у Италији у округу Бреша, региону Ломбардија.
Према процени из 2011. у насељу је живело 135 становника. Насеље се налази на надморској висини од 70 м.